# TOTEM (cogeneratore)
Il TOTEM acronimo di Total Energy Module è un cogeneratore di fabbricazione italiana.

## Storia
Si tratta del primo esempio di cogeneratore ideato e brevettato in Italia, cosa che avvenne nel 1977 presso il Centro Ricerche Fiat e sviluppato in Fiat Auto dal Progetto TOTEM.
La prima uscita pubblica del TOTEM avvenne al salone dell'auto di Torino del 1976 in uno stand dedicato. La prima citazione pubblica del TOTEM proviene invece dal settimanale tedesco Stern del 20 gennaio 1977, che, visto il salone, inviò un'équipe per intervistare il team di sviluppo e spiegare meglio per il largo pubblico l'impatto della microcogenerazione.
Scopo del progetto era quello di ottenere un apparato in grado di generare calore ed energia elettrica ottimizzando il rendimento. 
Utilizzava il motore di una 127, di 903 cm³, modificato per funzionare a gas o biogas. Il motore azionava un alternatore di 15 kW che forniva all'utenza l'energia elettrica.
Il calore generato dal motore, solitamente disperso mediante i gas di scarico ed il corpo del motore stesso, veniva invece utilizzato per scaldare l'acqua usata poi per il riscaldamento degli ambienti e per usi sanitari.
L'accurata progettazione consentiva un recupero del 90% dell'energia introdotta con il combustibile e la sua modularità consentiva l'installazione di molteplici unità controllate elettronicamente.
Con 15 kW, la potenza elettrica generata da un singolo modulo poteva bastare a soddisfare il fabbisogno medio di 5-10 appartamenti, mentre con il calore di 33.500 kcal/h sviluppato dal sistema si potevano riscaldare un paio di appartamenti.
La FIAT produsse il TOTEM in piccole quantità fino al 1985, in alcune versioni destinate al puro parallelo in rete o in versioni stand alone, ove alla funzione di cogeneratore si affiancava anche quella di generatore di emergenza. La versione a biogas si diffuse in congiunzione con i primi impianti di produzione dei biogas da rifiuti zootecnici. Le quantità prodotte toccarono qualche migliaio di unità, raggiungendo sostanzialmente tutti i paesi del Nord Europa e con installazioni pilota in USA presso la Brooklyn Union di New York. Dal 1986 la proprietà del progetto subì vari passaggi di mano poiché la Fiat non ritenne opportuno investire ulteriormente in questa tecnologia.

## Diffusione
In Germania e in altri paesi, vengono prodotti e commercializzati all'inizio del XXI secolo, micro cogeneratori concettualmente analoghi al TOTEM, con taglie che vanno da 2 kW a 50 kW. Questi vengono utilizzati in svariate applicazioni, dai piccoli appartamenti alle fabbriche di una certa dimensione. Nel 2009 c'è stato un accordo tra la compagnia energetica Lichtblick e l'azienda costruttrice di automobili Volkswagen sul il progetto Ecoblue, che prevedeva lo sviluppo e la conseguente installazione a partire dal 2010 di circa 100 000 impianti nella sola città di Amburgo. Ogni singolo micro-cogeneratore era previsto fosse collegato in rete al fine di creare una centrale virtuale a "sciame" di 2.000 MW complessivi. Il progetto è stato successivamente fortemente ridimensionato, con circa 5.000 Ecoblue installati. La Germania vanta il maggiore mercato mondiale di micro-cogeneratori, con volumi di circa 5.000 nuove installazioni all'anno e un complessivo di circa 300.000 macchine installate. In parallelo, si sviluppano nuovi mercati nel Regno Unito e nei Paesi Bassi.
Il mercato in Italia è ridotto, nei primi anni 2010, a poche centinaia di pezzi all'anno. Nell'anno 2017, si è visto un timido aumento della domanda, almeno per le potenze piccole (<10 kW elettrici).